# Principles of Lust
«Principles of Lust» es el tercer sencillo publicado por Enigma, extraído del álbum MCMXC a.D.. El tema está cantado por Sandra, esposa entonces del creador de Enigma, Michael Cretu. Solo llegaría al n.º 90 en Alemania, y al n.º 59 en el Reino Unido. 
La versión en sencillo de «Principles of Lust» está en realidad acortada al tema «Find Love», segunda sección de la versión en el álbum de «Principles of Lust» (conformada por un total de tres secciones, recibiendo la primera y la tercera el título de «Sadeness»). 
La carátula del sencillo muestra un detalle de la pintura Alegoría del triunfo de Venus, de Agnolo Bronzini.
En Alemania, aparte del sencillo oficial, también se publicó el tema en la versión de Omen Mix con grabación adicional y remezcla efectuada por D.F.F., y publicado como Special Limited Edition Club Mix en 1991, tanto en maxisencillo de 12" como en CD maxisencillo.

## Listado

### «Principles of Lust»
- CD maxi sencillo

1. Radio Edit — 3:26
2. Everlasting Lust Mix — 5:09
3. Album Version — 4:32
4. Jazz Mix — 3:08

- Vinilo, maxi sencillo 12 pulgadas

A1: Everlasting Lust Mix — 5:07

A2: Radio Edit — 3:25

B1: Album Version — 4:30

B2: Jazz Mix — 3:06
- CD maxi sencillo en el Reino Unido

1. «Principles of Lust» (Radio Edit) — 3:24
2. «Principles of Lust» (Omen Mix) — 5:52
3. «Principles of Lust» (Jazz Mix) — 3:07
4. «Sadness Part 1» (Radio Edit) — 4:17

## Posicionamiento en las listas
| Lista (Jul.-Ago. 1991) | Posición más alta |
| ---------------------- | ----------------- |
| Alemania               | 90                |
| Bélgica                | 24                |
| Francia                | 29                |
| Reino Unido            | 59                |